# Stazione di Baia
La stazione di Baia è una stazione ferroviaria in costruzione della ferrovia Cumana, a servizio della località di Baia, frazione di Bacoli (NA).

## Storia

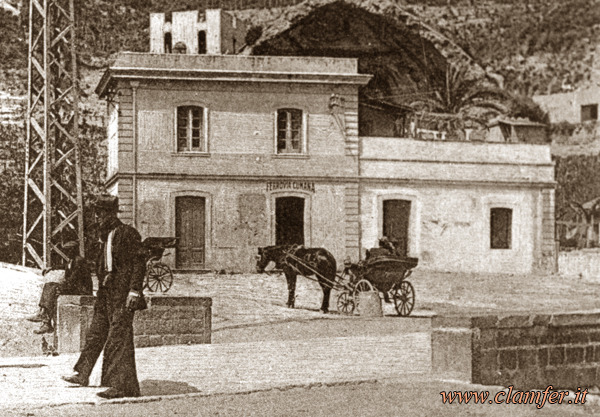
Vecchia stazione, oggi non più esistente, ritratta in un'immagine di fine Ottocento/inizio Novecento.

La stazione sotterranea attuale ha sostituito il precedente impianto in superficie posto nel centro abitato di Baia, in piazza Alcide de Gasperi: l'impianto, inaugurato nel 1890, fu soppresso nel 1999 in vista del raddoppio della linea tra Arco Felice e Torregaveta. I cantieri per la nuova stazione, partiti dopo l'approvazione del progetto nel 2003, hanno subito una battuta d'arresto il 22 ottobre 2012 a causa di un contenzioso giudiziario creatosi con la ditta concessionaria che si è risolto soltanto dieci anni dopo; pertanto i lavori sono ripartiti il 22 febbraio 2023, con termine fissato al 31 dicembre 2024.
L'ultimazione dei lavori è avvenuta entro giugno 2025, mentre l'inaugurazione della stazione dovrebbe avvenire nel corso dell'anno stesso.

## Strutture e impianti
La stazione, situata in via Terme Romane, è una "stazione archeologica" in quanto al suo interno sono presenti delle installazioni artistiche volte a richiamare il patrimonio storico e culturale della località di Baia. 
In futuro il vecchio tracciato abbandonato nel 1999 (compresa la galleria passante per il centro abitato), antistante l'ingresso della stazione, verrà riqualificato e trasformato in un percorso intermodale corredato da marciapiedi mobili, in modo da favorire l'accesso dell'utenza verso siti come il Parco sommerso, i Templi di Diana e di Venere e il Castello Aragonese.